# Rathaus (Gelchsheim)

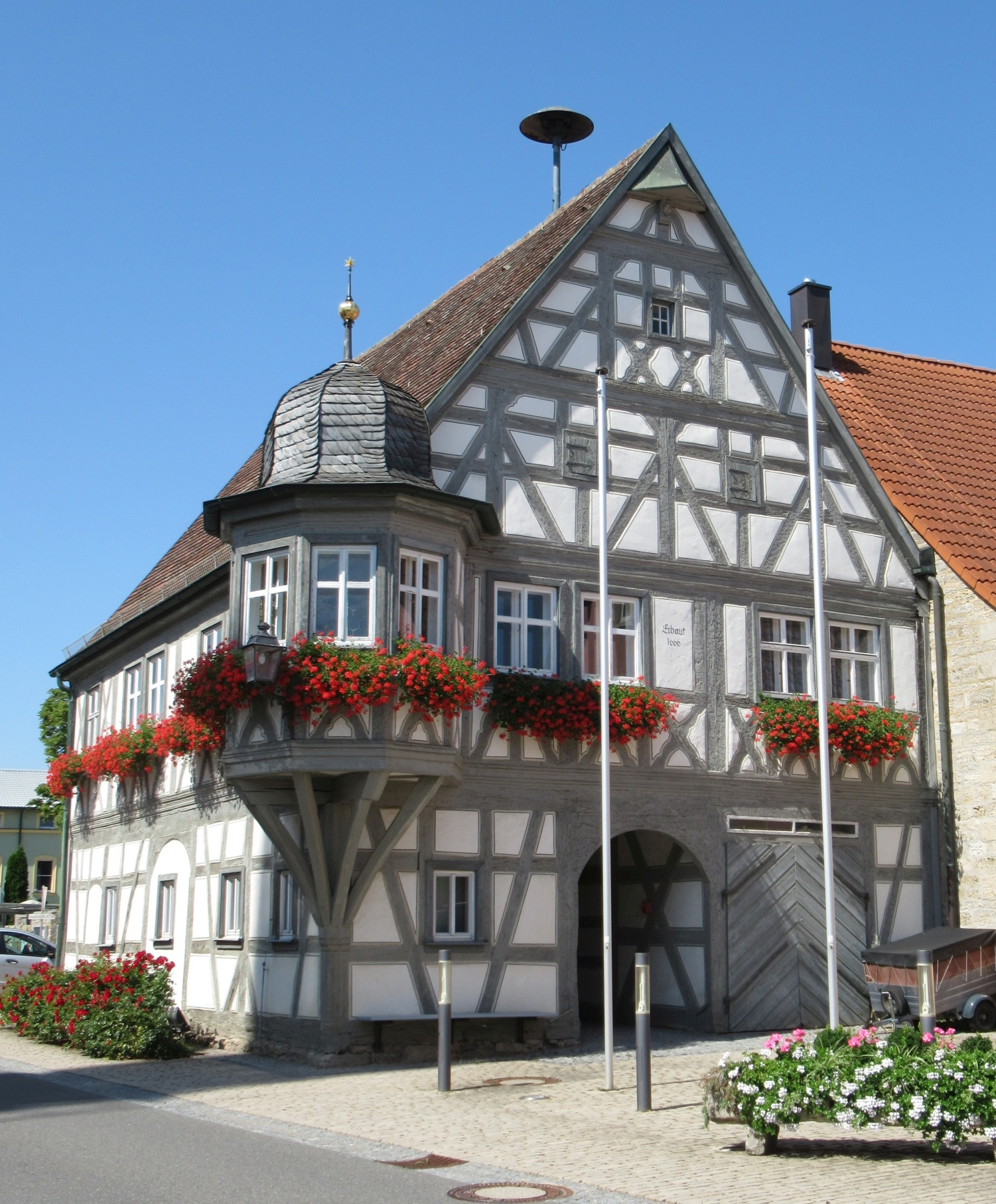
Rathaus in Gelchsheim

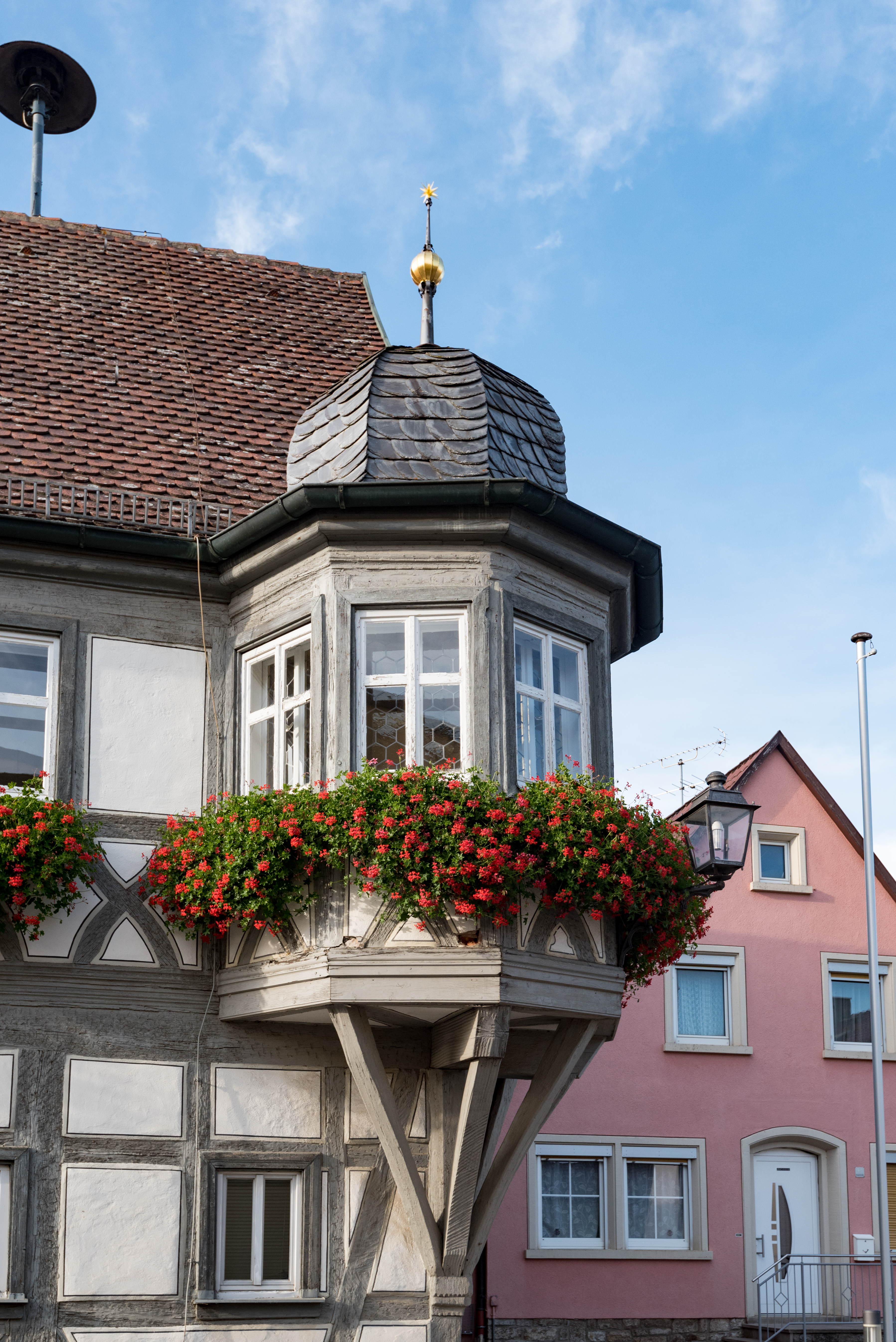
Eckerker

Das Rathaus in Gelchsheim, einer Marktgemeinde im unterfränkischen Landkreis Würzburg in Bayern, wurde 1666 errichtet. Das Rathaus an der Hauptstraße 37 ist ein geschütztes Baudenkmal. 
Der zweigeschossige Fachwerkbau mit Satteldach und polygonalem Eckerker auf Holzstützen mit Glockendach hat im Erdgeschoss einen längsachsigen Durchgang.
Im Inneren sind historische Ausstattungsteile erhalten.